# Soho
Soho là một khu vực nằm tại Thành phố Westminster, West End, Luân Đôn. Đây từng là khu phố nổi tiếng dành cho giới thượng lưu, và giờ hiện là một trong những khu phố hiếm hoi của thành phố còn bảo tồn được những căn nhà từ thế kỷ XIX.
Khu vực này được phát triển khi vua Henry VIII biến nó từ nông trại thành công viên hoàng gia vào năm 1536. Sau đó, từ cuối thế kỷ XVII, nó tách thành một khu riêng biệt sau khi nhiều công trình được xây dựng rồi trở thành biểu tượng của khu vực này, bao gồm Nhà thờ St Patrick và Nhà thờ Warwick. Giới quý tộc rời khỏi đây vào thế kỷ XIX khi Soho là trung tâm của nạn dịch tả năm 1854 hoành hành. Trong suốt thế kỷ XX, Soho được nhắc tới là trung tâm của ngành công nghiệp tình dục, là hình ảnh tiêu biểu cho lối sống trụy lạc và là nơi thành lập nên nhiều hãng phim lớn nhỏ. Trong thập niên 1980, toàn bộ khu vực được quy hoạch lại và trở thành trung tâm thời trang, cùng nhiều nhà hàng và văn phòng truyền thông, tuy nhiên vẫn còn một số địa điểm duy trì hoạt động công nghiệp tình dục. Phố Old Compton nằm trong khu Soho chính là nơi tập trung lớn nhất của cộng đồng người đồng tính của Luân Đôn.
Soho còn được biết tới là nơi tập trung nhiều nhà hát nhất của thành phố, như nhà hát Windmill Theatre hay Raymond Revuebar sở hữu bởi Paul Raymond, các tụ điểm âm nhạc như 2i's Coffee Bar hay Marquee Club. Đây cũng là nơi đặt phòng thu Trident Studios và xung quanh phố Denmark cũng là nơi tập trung của rất nhiều hãng đĩa và nhà phân phối âm nhạc của thế kỷ XX. Hầu hết các hãng sản xuất phim tự do lớn của nước Anh đều đặt trụ sở tại Soho, đặc biệt cần phải nhắc tới Twentieth Century Fox và Ủy ban xếp loại điện ảnh Vương quốc Anh (BBFC). Đây cũng là nơi có nhiều nhà hàng nổi tiếng và là địa điểm ưa thích của giới showbiz từ thế kỷ XIX. Soho cũng nằm kế bên khu Chinatown của thành phố với đoạn giáp qua phố Gerrard.